# ウルグアイ人の一覧
ウルグアイ人の一覧
この項目では、ウルグアイ東方共和国の特筆されるべき出身者を列挙する。

## 芸術家
- カルロス・ゴンサーレス (1905-1993)
- シスト・パスカレ
- ビルヒニア・パトローネ
- アルバロ・ペンペール
- ホアキン・トーレス・ガルシア
- マルティン・サストレ
- グスタボ・バスケス
- ペトローナ・ビエラ (1894-1960)
- ダニエル・ポンテ (1957生)
- アンヘル・カンブロール - イスパニダードの旗の制定者

## 音楽家
国際的に良く知られている人物 : 
- カルロス・ガルデル
- アルフレド・シタローサ
- ホルヘ・ドレクスレル
- ファビオラ・ガッティ
- エミル・モントゴメリー
- ホセ・セレブリエール
- フェデリコ・ブリトス

その他:
- ウーゴ・ファットルーソ
- ハイメ・ロース
- エミリアーノ・ブランチアーリ
- フェルナンド・カブレーラ

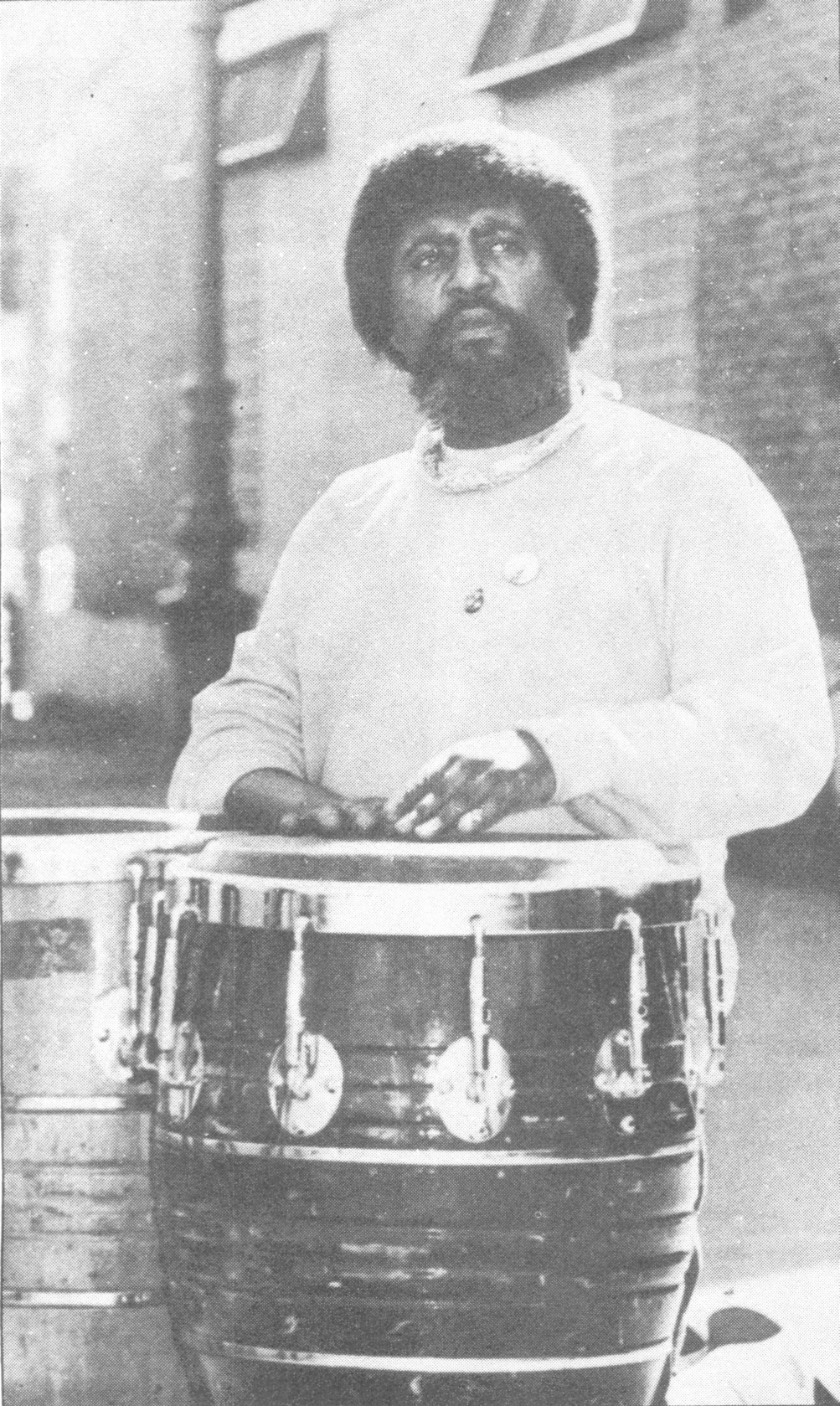
ルベン・ラダ

- ダニエル・ビグリエッティ - ヌエバ・カンシオンの人物の一人
- エドガルド・カンボン
- ペドロ・ダルトン
- マリアーナ・インゴルド
- マルティン・ロペス
- エドゥアルド・マテオ - ウルグアイの音楽に大きな影響を与えた人物
- マルティン・メンデス
- ルベン・ラダ - カンドンベの復興者
- ガベ・サポルタ
- フリオ・ソーサ
- セバスティアン・テイセラ
- ダニエル・ビグレッティ
- ナタリア・オレイロ

## 政治家・軍人

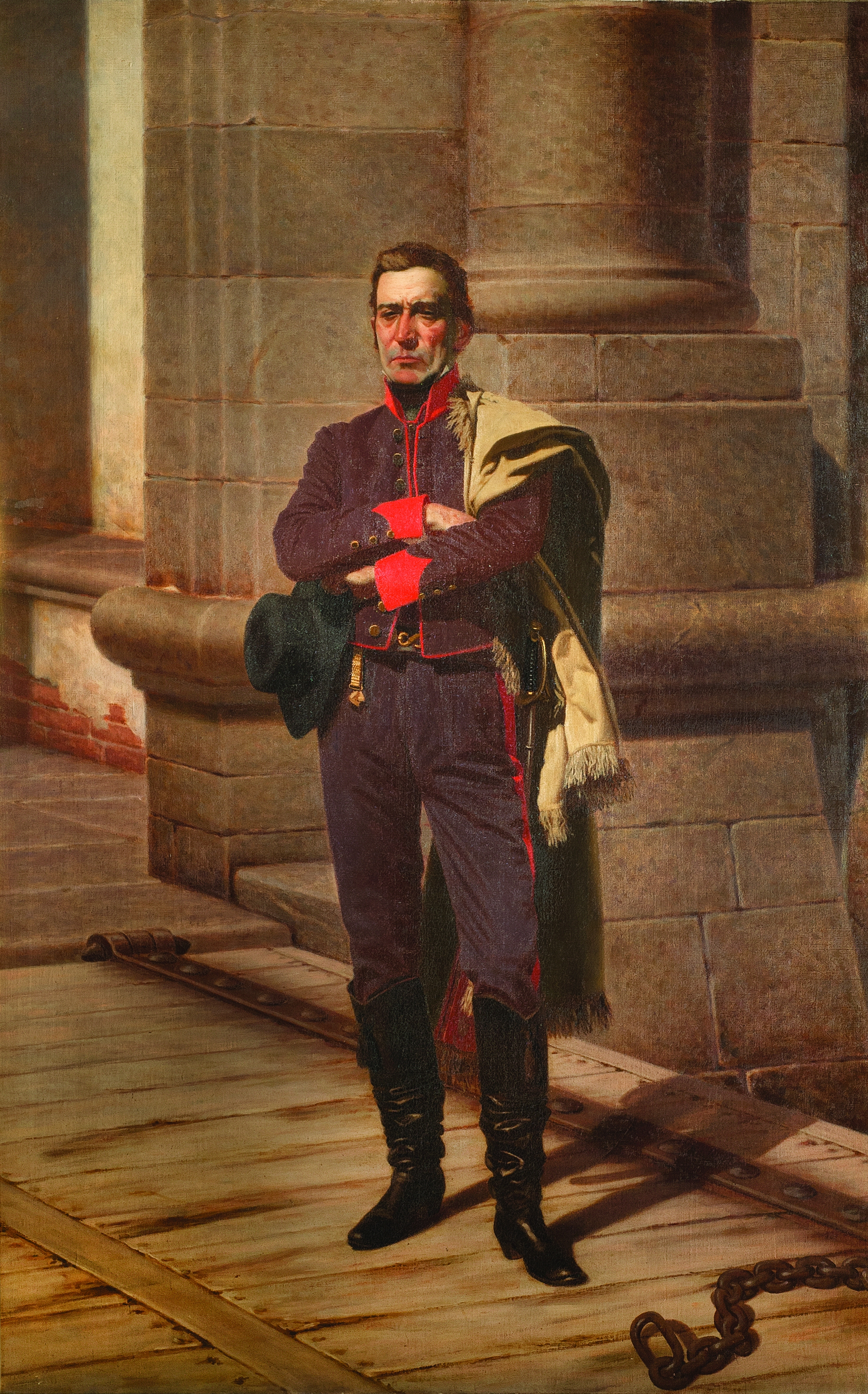
ホセ・ヘルバシオ・アルティーガス

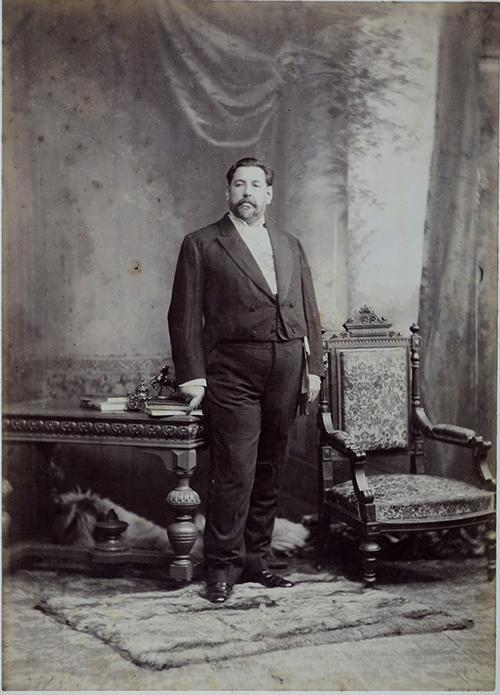
ホセ・バッジェ・イ・オルドーニェス

- グレゴリオ・アルバーレス
- フアン・ホセ・デ・アメサガ
- マリアーノ・アラナ
- ロドネイ・アリスメンディ
- ホセ・ヘルバシオ・アルティーガス
- ダニーロ・アストーリ
- アルフレド・バルドミール
- ウーゴ・バタージャ
- ホルヘ・バッジェ
- ホセ・バッジェ・イ・オルドーニェス
- ロレンソ・バッジェ
- ルイス・バッジェ・ベーレス
- トマス・バレータ
- エドゥアルド・ブランコ・アセベード
- フアン・マリア・ボルダベリー
- ペドロ・ボルダベリー
- バルタサール・ブルム
- ロレンソ・カルネージ
- フアン・リンドルフォ・クエスタス
- ホセ・エウヘニオ・エジャウリ
- ウーゴ・フェルナンデス・ファインゴルド
- エレウテリオ・フェルナンデス・ウイドブロ
- ウィルソン・フェレイラ・アルドゥナンテ
- ベナンシオ・フローレス
- エミリオ・フルゴニ
- レイナルド・ガルガーノ
- フリオ・セサール・グラウレ
- エクトール・グティエレス・ルイス
- ルイス・アルベルト・デ・エレーラ
- ルイス・アルベルト・ラカージェ
- フアン・アントニオ・ラバジェハ
- カルロス・マニニ・リオス
- アパリシオ・メンデス
- ラファエル・ミチェリーニ
- セルマール・ミチェリーニ
- ホセ・ムヒカ
- ロドルフォ・ニン・ノボア
- ディディエル・オペルティ・バダン
- マヌエル・オリベ
- ホルヘ・パチェーコ・アレコ
- カルロス・キハーノ
- フルクトゥオソ・リベラ
- フリオ・マリア・サンギネッティ
- オマール・ムルドチ
- アパリシオ・サラビア
- ラウール・センディック
- ラウール・センディック2世
- リベル・セレグニ
- フリオ・マリーア・ソーサ
- ホアキン・スアレス
- ガブリエル・テラ
- ペドロ・バレーラ
- タバレ・バスケス
- フェリシアーノ・ビエラ
- フアン・フェリペ・イリア

## 作家
- エドゥアルド・ガレアーノ

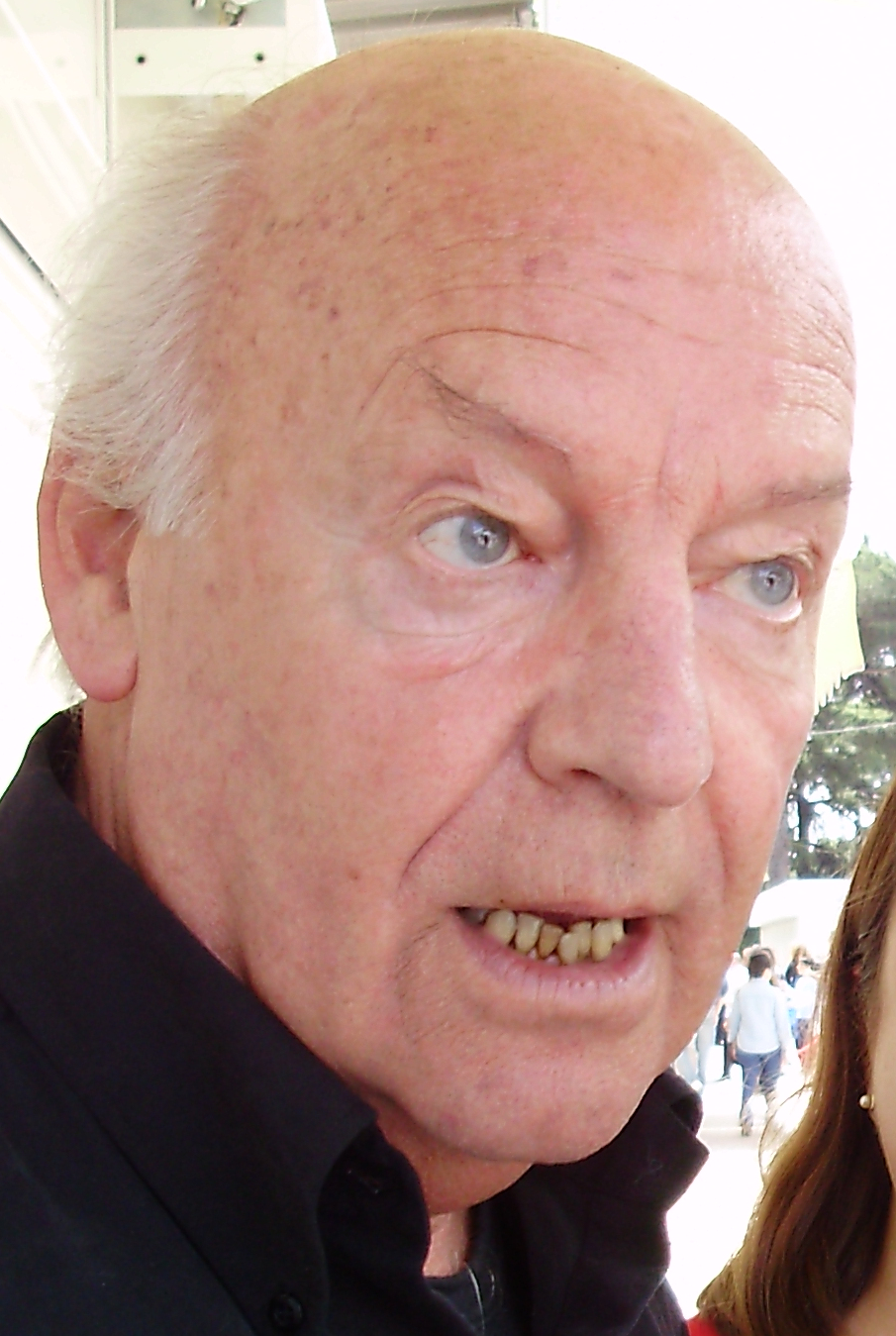
エドゥアルド・ガレアーノ

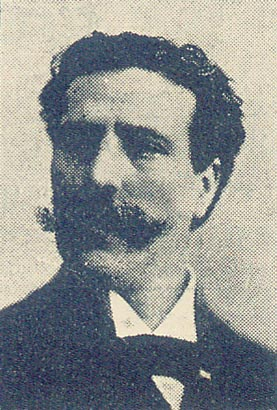
エドゥアルド・アセベード・ディアス

- ホセ・エンリケ・ロドー (1872-1917)
- バルトロメ・イダルゴ（スペイン語版）
- エドゥアルド・アセベード・ディアス
- フランシスコ・アクーニャ・デ・フィゲロア
- デルミラ・アグスティーニ
- ピラール・バリオス
- マリオ・ベネデッティ
- サムエル・ブリクセン
- ラウール・モンテーロ・ブスタマンテ
- アントニオ・ディアス
- ベンハミン・フェルナンデス
- フアナ・デ・イバルブール (1892-1979)
- アルハンドロ・マガリーニョス・セルバンテス
- ホルヘ・マフード
- フアン・カルロス・オネッティ
- エミリオ・オリベ
- クリスティーナ・ペリ・ロッシ
- マヌエル・ペレス・イ・クリス
- オラシオ・キロガ
- フローレンシオ・サンチェス
- フアン・ルイス・セグンド - S.J.
- ハビエル・デ・ビアナ
- フアン・ソリージャ・デ・サン・マルティン (1855-1931)

## 俳優
- マルセーロ・ブケ
- ダニエル・エンドレール
- オスバルド・ラポルト

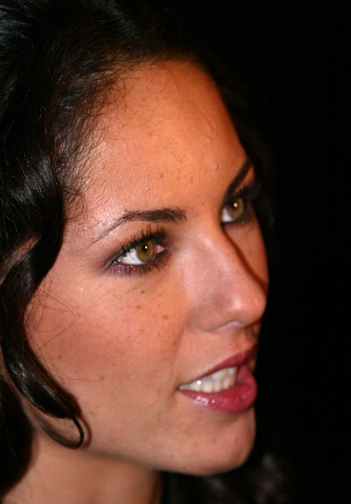
バルバラ・モリ

- バルバラ・モリ - 女優、日系ウルグアイ人。メキシコで活動
- ナタリア・オレイロ
- チーナ・ソリージャ

## 映像作家
- パブロ・ベーレンス
- フアン・パブロ・レベージャ
- パブロ・ストール

## 公的人物
- ナンド・パラード
- ロベルト・カネーサ

## エンジニア・建築家
- エラディオ・ディエステ
- マウリシオ・クラボト
- ゴンサーロ・フラスカ
- ロマン・フレスセド・シリ
- ルイス・ガルシア・パルド
- ギジェルモ・ゴメス・プラテーロ
- ブレオガン・ゴンダ
- ニコラス・ホダル
- アメリコ・マイニ
- カルロス・オト
- マリオ・パイセー・レジェス
- ラウル・シチェーロ・ボウレ
- フリオ・ビラマホ
- フランシスコ・ビジェーガス・ベーロ

## ジャーナリスト
- ホルヘ・ヘトーソ
- ペドロ・セブセク

## 作曲家
- ホルヘ・ドレクスレル - モーターサイクルダイアリーズの音楽でアカデミー賞を受賞
- ヘラルド・マトス・ロドリゲス - ラ・クンパルシータの作曲者
- アルフレド・シタローサ - ウルグアイのフォルクローレの巨匠

## 科学者
- ホセ・L・ドゥマルコ博士
- ガストン・ゴネ博士
- ホセ・ルイス・マセーラ

## スポーツ
- ホセ・ナサシ - サッカー選手
- オブドゥリオ・バレラ - サッカー選手

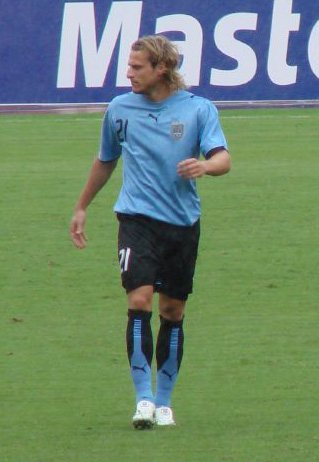
ディエゴ・フォルラン

- フアン・アルベルト・スキアフィーノ - サッカー選手
- ペドロ・ローシャ - サッカー選手
- エンソ・フランチェスコリ - サッカー選手
- アルバロ・レコバ - サッカー選手
- ディエゴ・フォルラン - サッカー選手
- ディエゴ・ルガーノ - サッカー選手
- ルイス・スアレス - サッカー選手
- ディエゴ・ゴディン - サッカー選手
- エディンソン・カバーニ - サッカー選手
- オスカル・タバレス - サッカー選手・指導者
- ホルヘ・ラリオンダ - サッカー審判員
- アルフレド・エバンヘリスタ - ボクサー
- ホセ・マリア・フローレス・ブルロン - ボクサー
- ワルデミーロ・トーレス - ボクサー、南米チャンピオン
- ミルトン・ウイナンツ - 自転車選手、オリンピック銀メダリスト
- エステバン・バティスタ - バスケットボール選手、ウルグアイ初のNBA選手